# Tinodes atichastra
Tinodes atichastra är en nattsländeart som beskrevs av Schmid 1972. Tinodes atichastra ingår i släktet Tinodes och familjen tunnelnattsländor. Inga underarter finns listade i Catalogue of Life.